# Hình học Euclid

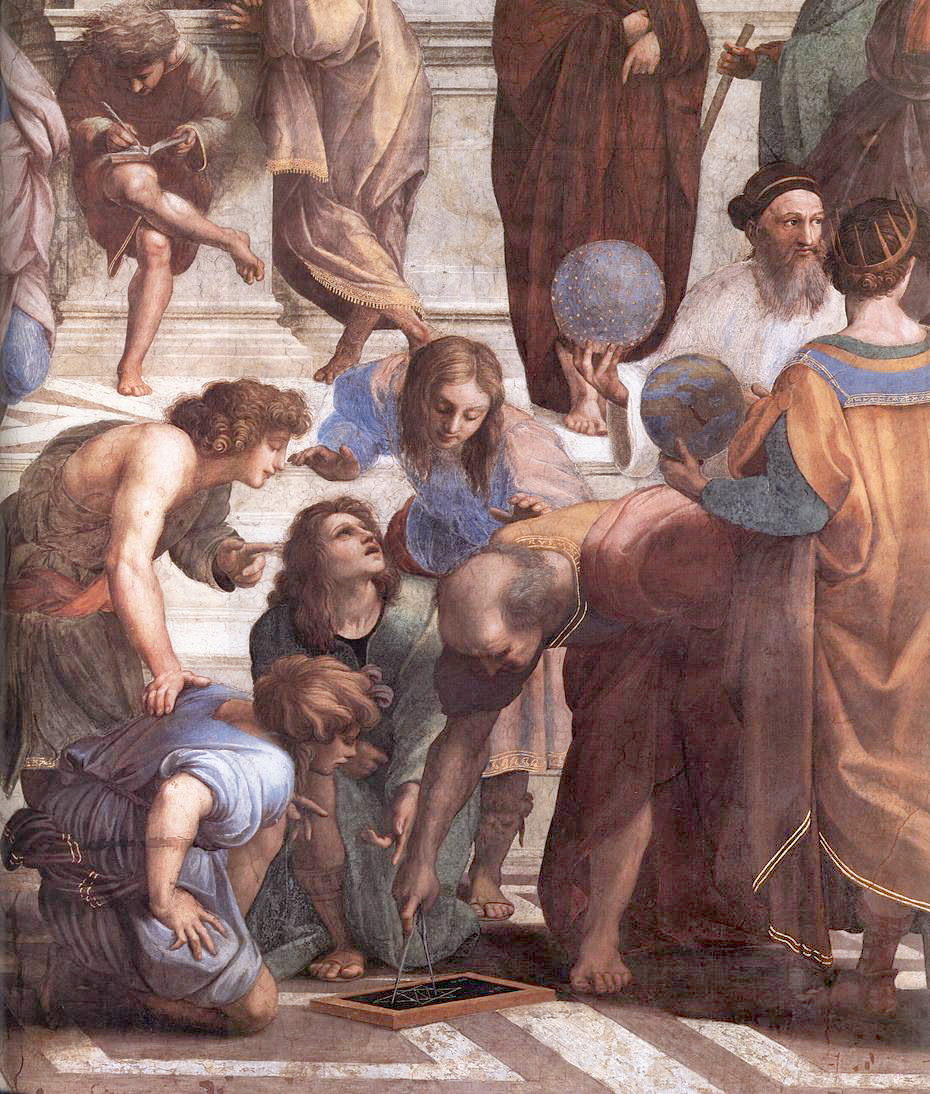
Bức họa Trường học Athena của Raffaello miêu tả các nhà toán học Hy Lạp (có thể là Euclid hoặc Archimedes) đang dùng compa để dựng hình.

Hình học Euclid (còn gọi là hình học Ơclit) là một hệ thống toán học được nhà toán học Hy Lạp Euclid ở Alexandria miêu tả trong cuốn sách của ông về hình học: cuốn Những Cơ sở. Phương pháp của Euclid chứa một số các tiên đề giả thiết mang tính trực giác, và từ đó ông suy luận ra các mệnh đề và định lý dựa trên những tiên đề này. Mặc dù nhiều kết quả của Euclid đã được các nhà toán học trước ông phát hiện ra, Euclid là người đầu tiên chỉ ra những mệnh đề này có thể nằm gọn trong một hệ thống logic và suy luận nhất quán. Những chương đầu của cuốn Những Cơ sở bao gồm hình học phẳng, vẫn còn được dạy ở trường cấp cơ sở và phổ thông với các hệ thống tiên đề và các chứng minh toán học. Những chương tiếp theo Euclid miêu tả hình học không gian ba chiều. Nhiều kết quả trong cuốn Những Cơ sở mà ngày nay các nhà toán học xếp vào lĩnh vực đại số và lý thuyết số, được giải thích bằng ngôn ngữ hình học.
Trong hơn hai nghìn năm, khi nhắc đến hình học thì người ta sẽ hiểu ngay đó là "hình học Euclid" bởi vì khi đó chưa hề có các thứ hình học khác. Các tiên đề Euclid dường như hiển nhiên theo cách trực giác (như tiên đề song song chẳng hạn) mà bất kỳ định lý nào rút ra từ chúng đều đúng theo nghĩa tuyệt đối. Tuy nhiên, ngày nay các nhà toán học đã đưa ra nhiều hình học phi Euclid tự nhất quán, mà thứ hình học phi Euclid lần đầu tiên được phát hiện vào thế kỷ 19. Thuyết tương đối tổng quát của Albert Einstein cho thấy không gian không được miêu tả đúng hoàn toàn bằng hình học Euclid, và không gian Euclid là dạng xấp xỉ tốt trong trường hợp trường hấp dẫn là yếu.
Hình học Euclid là ví dụ của hình học tổng hợp (synthetic geometry), theo đó các mệnh đề và kết quả được rút ra từ các tiên đề theo phương pháp suy luận logic mà không sử dụng hệ tọa độ. Điều này ngược hẳn so với hình học giải tích khi lĩnh vực này dựa trên các cơ sở tính toán tọa độ và giải tích!

## Hình học Euclid
Môn học dựa trên các định đề và tiên đề của nhà toán học Euclid về các khái niệm:
- Điểm
- Đường thẳng
- Góc
- Hình đa giác

### Hình ảnh mô tả một số tiên đề trong hệ tiên đề Euclid

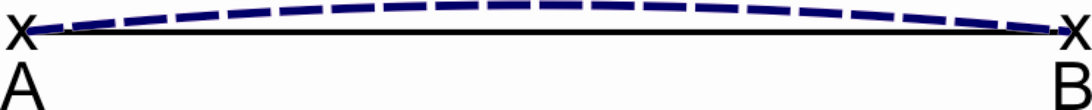
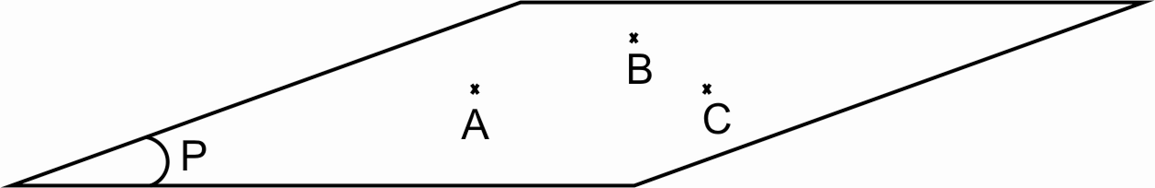
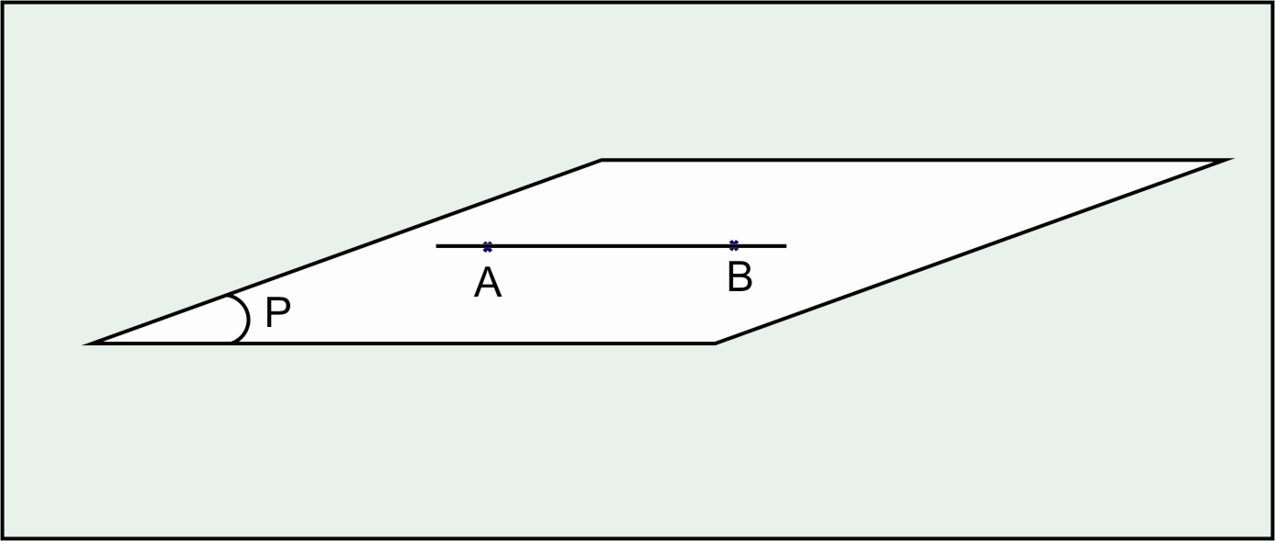
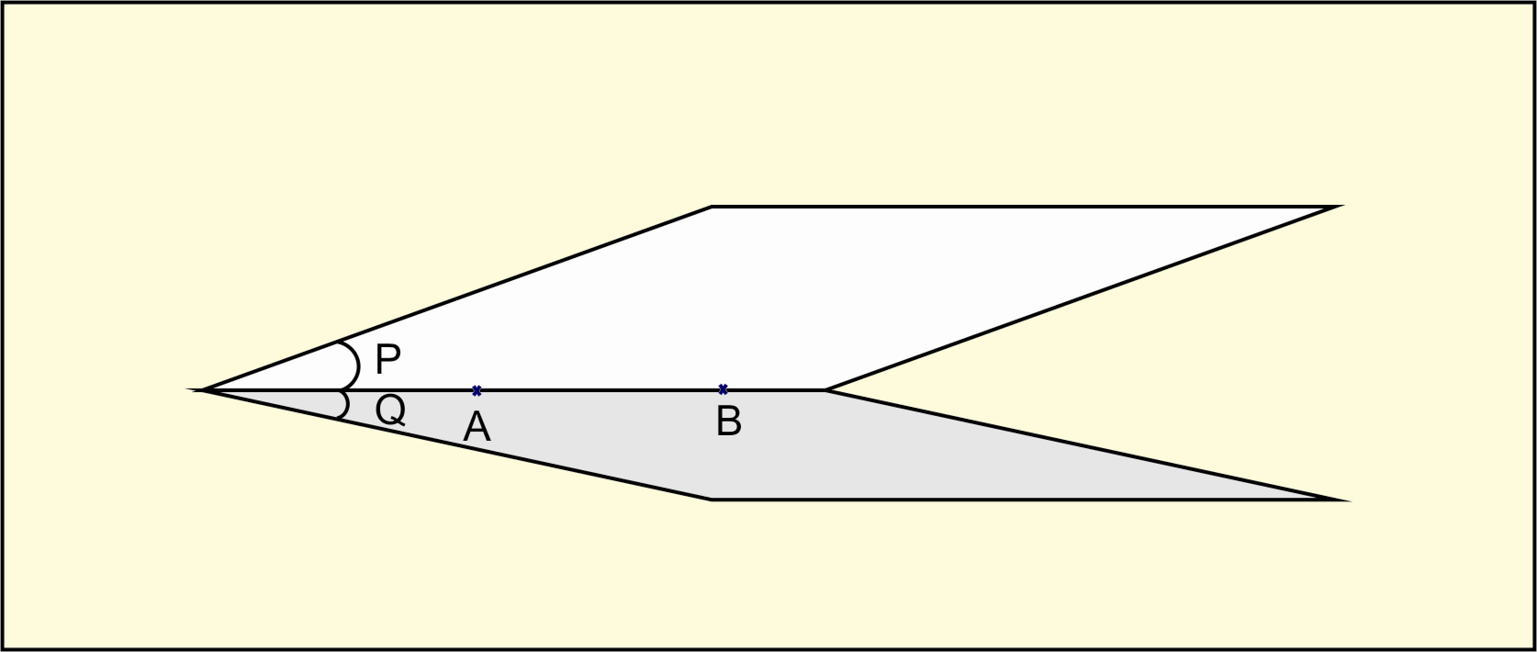
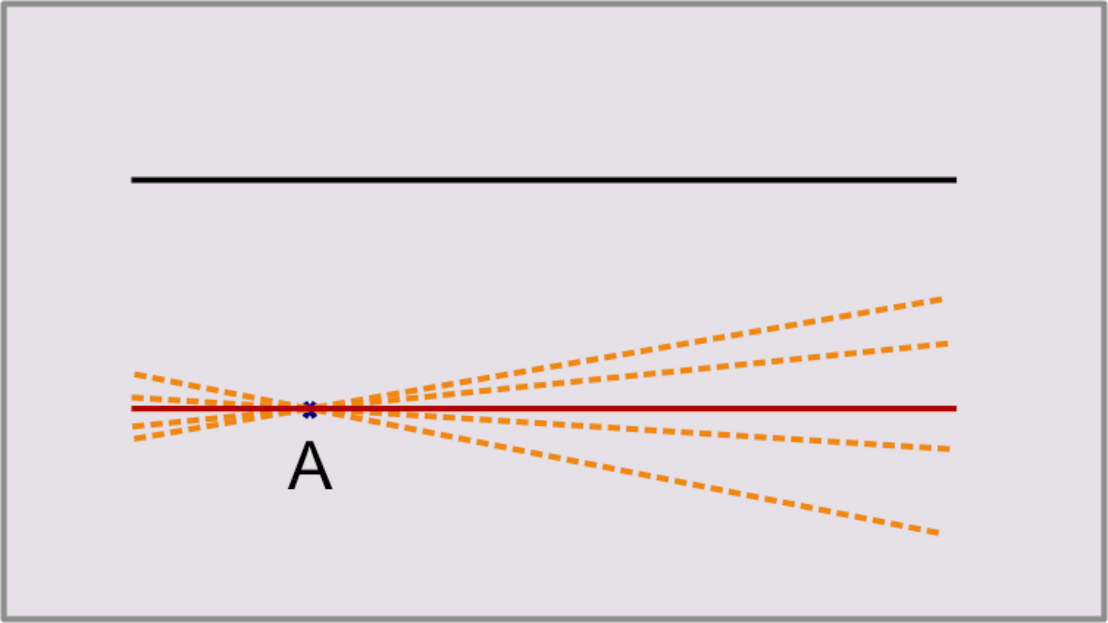

## Danh mục tham khảo
- Ball, W.W. Rouse (1960). A Short Account of the History of Mathematics (ấn bản thứ 4). New York: Dover Publications. tr. 50–62. ISBN 0-486-20630-0.
- Coxeter, H.S.M. (1961). Introduction to Geometry. New York: Wiley.
- Eves, Howard (1963). A Survey of Geometry. Allyn and Bacon.
- Heath, Thomas L. (1956). The Thirteen Books of Euclid's Elements (ấn bản thứ 2). New York: Dover Publications.

(3 vols.): ISBN 0-486-60088-2 (vol. 1), ISBN 0-486-60089-0 (vol. 2), ISBN 0-486-60090-4 (vol. 3). Heath's authoritative translation of Euclid's Elements plus his extensive historical research and detailed commentary throughout the text.
- Misner, Thorne, and Wheeler (1973). Gravitation. W.H. Freeman.{{Chú thích sách}}:  Quản lý CS1: nhiều tên: danh sách tác giả (liên kết)
- Mlodinow (2001). Euclid's Window. The Free Press.
- Nagel, E. and Newman, J.R. (1958). Gödel's Proof. New York University Press.{{Chú thích sách}}:  Quản lý CS1: nhiều tên: danh sách tác giả (liên kết)
- Alfred Tarski (1951) A Decision Method for Elementary Algebra and Geometry. Univ. of California Press.